# Himantura oxyrhyncha
Himantura oxyrhyncha  (лат.) — малоизученный вид рода хвостоколов-гимантур из семейства хвостоко́ловых отряда хвостоколообразных надотряда скатов. Они обитают в тропических водах некоторых рек Юго-Восточной Азии. Максимальная зарегистрированная ширина диска 36 см. Грудные плавники этих скатов срастаются с головой, образуя округлый диск. Рыло удлинённое и заострённое. Хвост длиннее диска, кожные складки на хвостовом стебле отсутствуют. Диск усеян многочисленными сердцевидными чешуйками и бляшками, а также покрыт пёстрым извилистым узором из тёмно-коричневых линий по светлому фону. Вид страдает от интенсивного рыбного промысла и ухудшения условий среды обитания. 
Подобно прочим хвостоколообразным Himantura oxyrhyncha размножаются яйцеживорождением. Эмбрионы развиваются в утробе матери, питаясь желтком и гистотрофом. Рацион этих скатов состоит в основном из ракообразных и моллюсков. 

## Таксономия и филогенез
Впервые новый вид был описан французским зоологом Анри Эмилем Соважем как Trygon oxyrhyncha в 1878 году. Видовой эпитет происходит от слов др.-греч. οξύς — «острый» и греч. ῥινός — «нос». В 1913 году Самюэль Гарман признал его синонимом Himantura uarnak и эта оценка не вызывала сомнений до 1984 года, когда оригинальное название было восстановлено.

## Ареал и места обитания
Himantura oxyrhyncha являются эндемиками пресноводных рек Вьетнама, Камбоджи, Таиланда и Индонезии. Они обитают в реке Тонлесап, Нан, Чаупхрая и Махакам. Субпопуляции, населяющие эти реки изолированы друг от друга. Эти донные рыбы предпочитают песчаный грунт, в который способны полностью зарыться. 

## Описание
Грудные плавники этих скатов срастаются с головой, образуя овальный диск, длина слегка превышает ширину. Треугольное узкое рыло вытянуто, его кончик выступает за край диска. Позади мелких глаз расположены крупные брызгальца. На вентральной поверхности диска расположены 5 пар S-образных жаберных щелей, рот и ноздри. Между ноздрями пролегает лоскут кожи с бахромчатым нижним краем. Рот изогнут в виде дуги, на дне ротовой полости присутствуют 2 ряда отростков, выстроенных по 4 и 2. У крупных особей имеется третий ряд из 7 отростков. Мелкие притуплённые зубы выстроены в шахматном порядке и образуют плоскую поверхность. Во рту имеется 40—42 верхних и 42—46 нижних зубных рядов. Тонкий кнутовидный хвост в 3 раза превышает длину диска. Кожные складки на хвостовом стебле отсутствуют. На дорсальной поверхности хвостового стебля расположено 2 тонких шипа. 
Дорсальная поверхность диска плотно покрыта крошечными сердцевидными чешуйками, которые располагаются широкой полосой от области между глазами до хвоста. Мелкие острые чешуйки разбросаны по рылу и сконцентрировнаны на его кончике. Позади шипа хвостовой стебель равномерно покрыт чешуёй. Боковая линия хорошо развита на дорсальной и вентральной сторонах диска. Окраска дорсальной поверхности диска мелких скатов зеленовато-серого цвета, крупные особи жёлто-коричневые. Хвостовой стебель ровного коричневого цвета, область перед шипом светлее. Вентральная поверхность диска ярко-жёлтого цвета с тонкой тёмной окантовкой по краям и тёмными отметинами вокруг ноздрей, рта и жаберных щелей. Максимальная зарегистрированная ширина диска 75 см.

## Биология
Рациона этих скатов в основном составляют ракообразные, моллюски и мелкие рыбы. 
Подобно прочим хвостоколообразным Himantura oxyrhyncha  относится к яйцеживородящим рыбам. Эмбрионы развиваются в утробе матери, питаясь желтком и гистотрофом. Ширина диска новорожденных около 20 см. 

## Взаимодействие с человеком
Himantura oxyrhyncha не являются объектом целевого лова. Эти скаты попадаются в качестве прилова при коммерческом промысле креветок. Вид страдает от ухудшения условий среды обитания, обусловленного антропогенными факторами. С 1980 по 2005 годов площадь мангровых зарослей сократилась с 545 000 до 380 000 гектаров (свыше 30 %).Международный союз охраны природы присвоил этому виду  статус сохранности «Уязвимый». 